# Megachile pugillatoria
Megachile pugillatoria är en biart som beskrevs av Costa 1863. Megachile pugillatoria ingår i släktet tapetserarbin, och familjen buksamlarbin. Inga underarter finns listade i Catalogue of Life.